# Olympische Jugend-Sommerspiele 2014/Teilnehmer (Montenegro)
| Gelbes Symbol für Goldmedaillen mit stilisierten Olympischen Ringen | Graues Symbol für Silbermedaillen mit stilisierten Olympischen Ringen | Braundes Symbol für Bronzemedaillen mit stilisierten Olympischen Ringen |
| ------------------------------------------------------------------- | --------------------------------------------------------------------- | ----------------------------------------------------------------------- |
| —                                                                   | —                                                                     | —                                                                       |

Die Jugend-Olympiamannschaft aus Montenegro für die II. Olympischen Jugend-Sommerspiele vom 16. bis 28. August 2014 in Nanjing (Volksrepublik China) bestand aus fünf Athleten. Die Judoka Ivana Sunjević gewann die Silbermedaille im gemischten Team, diese floss jedoch nicht in den offiziellen Medaillenspiegel ein.

## Athleten nach Sportarten

### Judo
| Mädchen - Ivana Sunjević Klasse bis 63 kg: 7. Platz Mixed: Silber (im Team Geesink) | Jungen - Arso Milić Klasse bis 81 kg: 5. Platz Mixed: Achtelfinale (im Team Kano) |

### Leichtathletik
Mädchen
- Kristina Rakočević
Diskuswurf: 4. Platz

### Taekwondo
Jungen
- Mario Gegaj
Klasse über 73 kg: Achtelfinale

### Tennis
Jungen
- Pavle Rogan
Einzel: 1. Runde
Doppel: 1. Runde (mit Sharmal Dissanayake  Sri Lanka)
Mixed: 1. Runde (mit Anhelina Kalinina  Ukraine)